# Hybanthus enneaspermus
Hybanthus enneaspermus är en violväxtart. Hybanthus enneaspermus ingår i släktet Hybanthus och familjen violväxter.

## Underarter
Arten delas in i följande underarter:
- H. e. enneaspermus
- H. e. stellarioides
- H. e. caffer
- H. e. densiflorus
- H. e. diversifolius
- H. e. nyassensis
- H. e. pseudocaffer
- H. e. pseudodanguyanus
- H. e. tsavoensis

## Bildgalleri

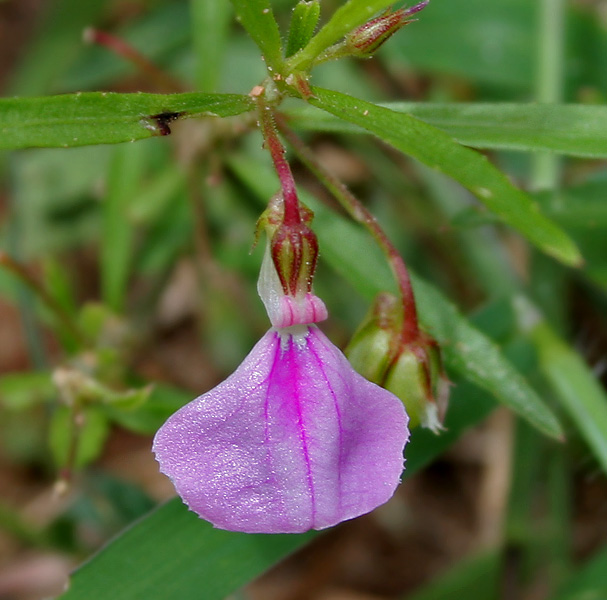
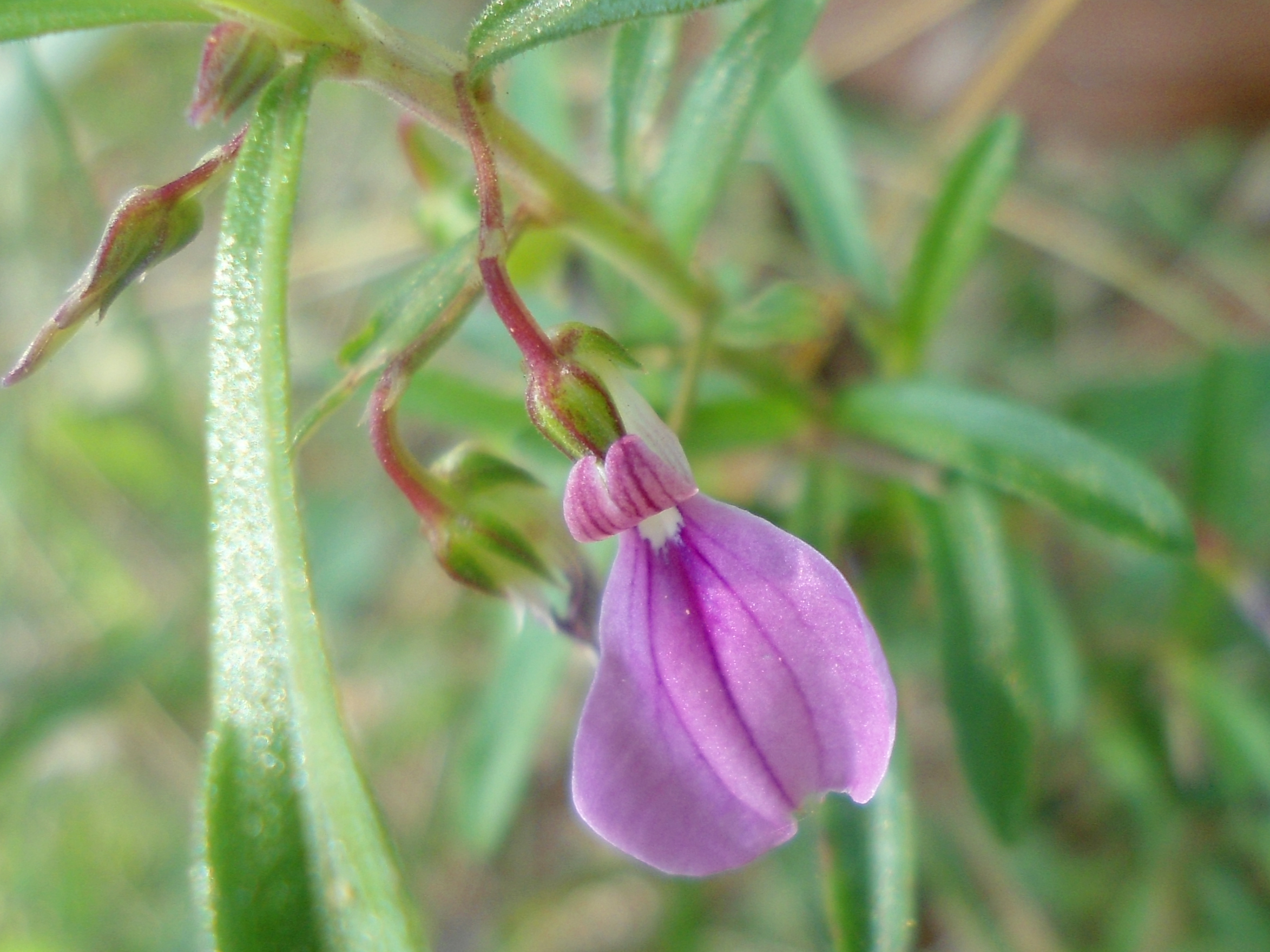
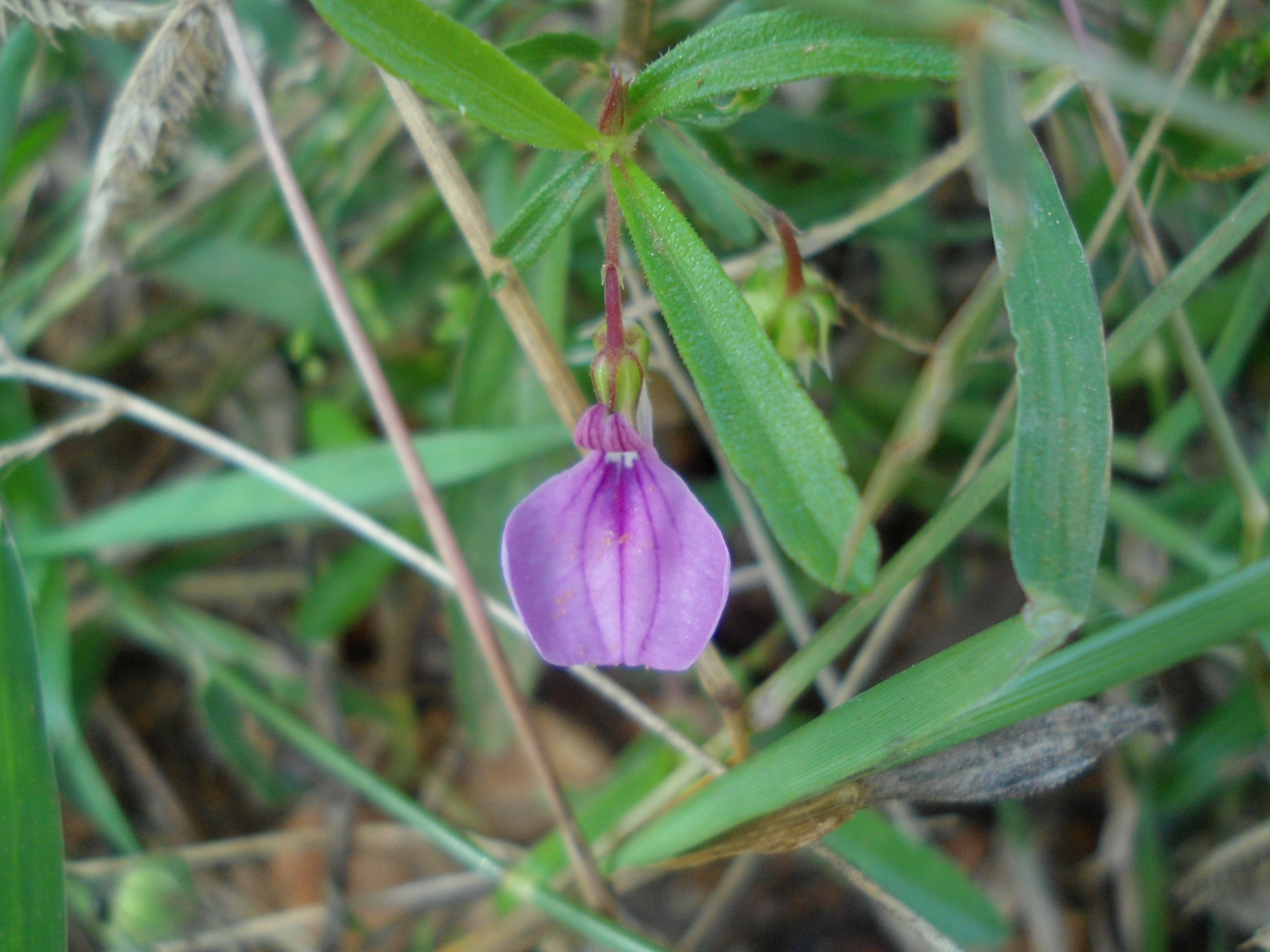
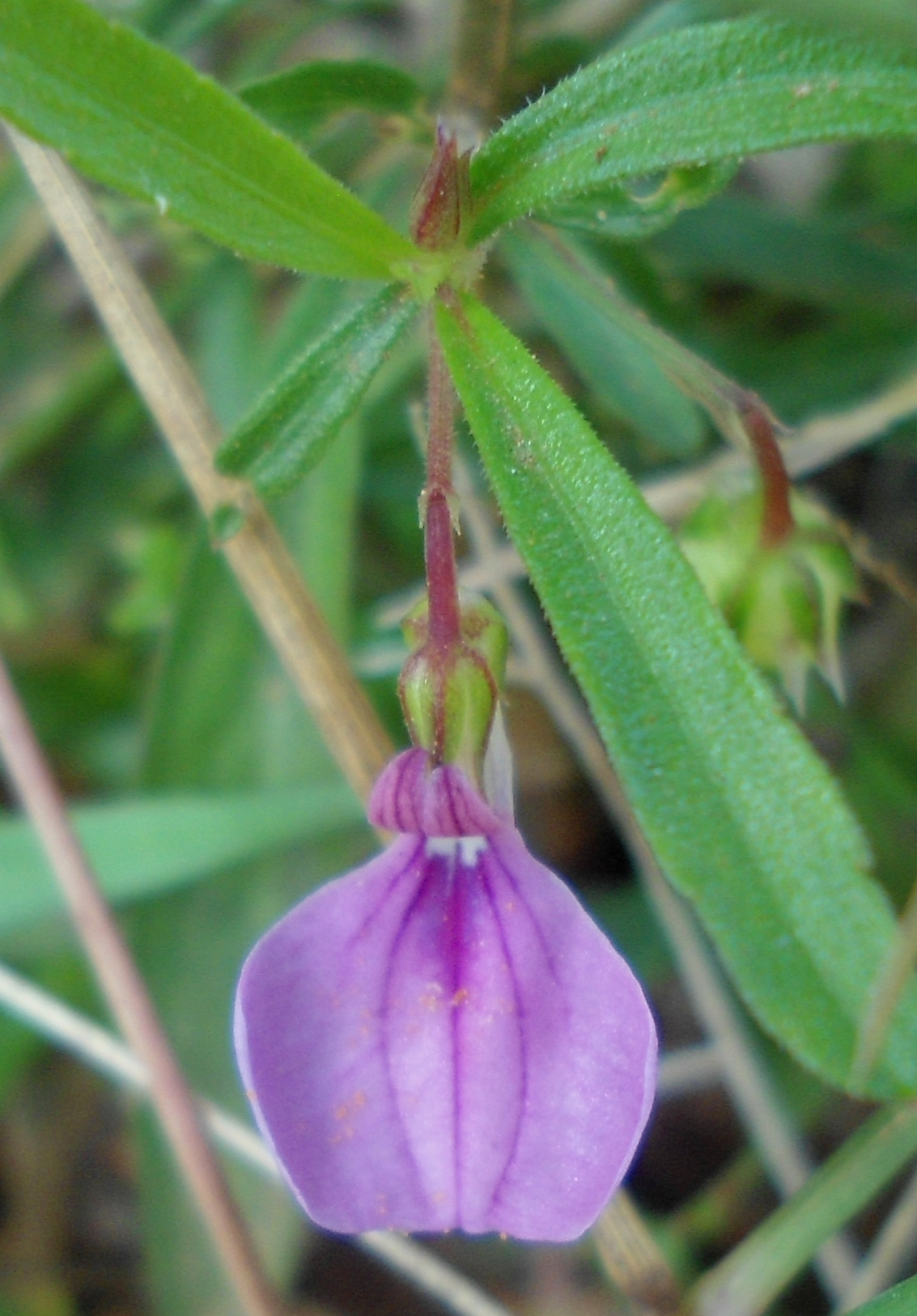